# クラッシュ・バンディクー 爆走!ニトロカート
クラッシュ・バンディクー 爆走!ニトロカート（クラッシュ・バンディクー ばくそう!ニトロカート）は、コナミから2004年7月8日にPlayStation 2版とニンテンドー ゲームキューブ版と、2004年8月26日にゲームボーイアドバンス版でリリースされたレースゲームである。アメリカ合衆国版は2003年11月11日に発売された。
アクションゲームで知られるクラッシュが、地球の平和のためにギャラクシーレースのチャンピオンを目指すという内容である。簡単な操作とドリフト・ターボなどのテクニック、爆弾などのアイテムも充実したカートレースである。
この作品がリリースされる5年前には、PlayStation用ソフト『クラッシュ・バンディクー レーシング』がリリースされていた。

## 概要
本作は、クラッシュ・バンディクー レーシングの事実上の続編となるバトルアクションレースゲーム。基本的な操作方法やゲームの進め方は前作と同じだが、さまざまな新システムが導入された。
主な変更点は以下の通り。
- チームの概念が導入された。
- 新規でおはなしモードを始める際に『クラッシュチーム』、『コルテックスチーム』のいずれかを選べる。また、今作ではワープルームからサーキットへ入る際に、性能の異なるチームメイト3人のうち1人を選んで使用することが可能となった。また、選んだチームによって物語のエンディングが異なる。
- チームフィーバーが導入され、チームメイトの近くで走っていると徐々にゲージが溜まっていく。これが満タンになると一定時間アイテムを無制限に使えるようになる。
- マシンカラーによってチーム分けされており、原則として味方には攻撃できない。
- 反重力ゾーンが導入され、垂直の壁や天井までもが路面になっているコースがあり、そういった場所に差し掛かると、自動的にマシンのタイヤが横向きに変形し、滑りながら走ることができる。
- GC版に限り、GBAとのリンクが可能である。
- バトルモードに新しい勝利条件が追加され、前作とは異なる戦略・作戦が要求される。

## ストーリー
クラッシュと仲間たちは、タスマニアの我が家でのんびりと過ごしていた。そんなある日、謎の光がクラッシュたちの家を包み、家ごと彼らをさらっていってしまう。同じ頃、コルテックス城でも異変が起きていた。クラッシュたちの家をさらったのと同じ光がコルテックス城を包み込み、城の一部ごともぎ取って、コルテックスたちをさらってしまった。
謎の光に家ごと連れ去られたクラッシュたちは外に出て驚いた。そこは大勢の観客エイリアンたちで賑わう、巨大なコロシアムの中だった。辺りを見渡すと、同じく城の一部ごと連れ去られたコルテックスたちの姿があった。状況を全く把握できず戸惑う一同の前に、突然何者かのホログラムが現れる。ベロ皇帝27世と名乗るその人物は、クラッシュたちを誘拐した張本人だった。ベロ皇帝はクラッシュたちの地球での活躍を聞きつけ、彼らを気に入ったようだ。宇宙の様々な惑星を舞台に行われる『ギャラクシーレース』に彼らを無理やり参加させるつもりらしく、「もしレースをしないのなら、地球を粉々に破壊する」と彼らを脅した。
地球を破壊されるとなってはクラッシュたちもレースを断るわけにはいかないと、結局ベロ皇帝のわがままに付き合うことになるのだった。

## モード

### ストーリーモード
一人プレイのモードであり、宇宙最速のレーサーを目指す内容のストーリーとなっている。下記の様々なレースで勝利して、シナリオを進めていく。
ねらえ ゆうしょうカップ
プレイヤー1人とチームメイト1人に加えて、ライバル6人が相手となる。自分かチームメイトが1着であれば勝利。
対決 ボスレーサー
プレイヤー1人でボスに挑むレース。ボスは自分専用の妨害アイテムを無尽蔵に使用してくる。中には子分が一緒にレースに参加するボスもいるが、あくまでもボスに勝つことが目的であるため、子分が一位となってもプレイヤーの敗北とはならない。勝利すれば次のエリアに進む鍵がもらえる。
タイムトロフィーレース
プレイヤー1人でのタイムアタック。できるだけ短時間でのゴールを目指す。コース内にはタイムストップ箱がたくさん置かれており、壊すごとに最高3秒間時計を止めることができる。規定のタイムより早くゴール出来ればトロフィーがもらえる。
CNKチャレンジ
優勝カップのルールに加えて、コース内に『C』『N』『K』のトークンが隠されており、これらを全て手に入れた状態で、1着でゴールすれば勝利。チームメイトが1着であれば敗北となる。賞品は赤、緑、青のうちどれかのCNKメダル。
パワーストーンアリーナ
プレイヤー1人での挑戦。バトルコース内に20個のパワーストーンが散らばっており、それを制限時間内に集めるのが目的。賞品は紫のCNKメダル。
ダイヤカップ
CNKメダルを4枚ずつ集めた者だけが挑めるグランプリレース。各カップで指定された3つのコースを走り、合計得点が最も高いレーサーにカラーダイヤが贈呈される。

### 1人でプレイ
1人プレイのゲームモードで下記のようなレースが選べる。
シングルレース
対戦キャラやコースなどが選べる。
チームレース
コンピュータとチームを組んでレースを行う。
カップレース
3つのコースでコンピュータと戦う。
タイムトライアル
自分1人でのタイムアタック。コースを3周して最短記録を目指す。ある程度良い記録を出すと、エヌ・トロピーのゴーストが出現し競走できる。更にそれをも上回るとベロのゴーストが出現する。
ひたすらトライアル
こちらも自分1人でのタイムアタックだが、周回数に制限は無く何周でも走れる。ベストラップタイムを出すのが主な目的となる。

### みんなでプレイ
複数人でプレイする際のゲームモード。パーティープレイとしての機能も充実しており、幅広く用意されたルールのもと最大4人まで同時にプレイすることができる。
レースで勝負
シングルレースかカップレースを選択し、チームの設定、NPCの有無、NPCの強さを設定可能。
バトルでしょうぶ
専用のバトルコースでアイテムを用いてライバルを攻撃するモード。2対2、1対3といったハンディキャップマッチも可能で、「つくろう! アリーナ」においてオリジナルのアリーナを作って対戦する、といったことも楽しめる。下記の勝利条件がある。
ノーマルバトル
敵を攻撃し合い、先に設定したポイントを得るか、制限時間内で最もポイントを得た者が勝ち。
いきのこれ！カートバトル
ライフが続く限り走り回るバトル。最後まで生き残っていた者が勝ち。
あつめろ！パワーストーン
アリーナにセットされたパワーストーンを集める。敵のパワーストーンも横取りすることができる。
うばえ！フラッグA
2チームでの対戦。相手チームのフラッグを奪い、自分の陣地まで持ち帰ると得点になる。
うばえ！フラッグB
「うばえ！フラッグA」と同じように、今度はアリーナ中央にあるフラッグを2チームで奪い合う。

### ベストタイム
- タイムトロフィーとタイムトライアルの上位5位までの記録を見られる。

### オプション
- サウンドの設定や、振動のオンオフを切り替えられる。

## キャラクター

### クラッシュチーム
主人公クラッシュ率いるメンバーのチームであり、青いカートを使用する。
クラッシュ・バンディクー
声 - 山口勝平
主人公。しばらくご無沙汰だったクラッシュダンスも今回は復活。レースで1位になれば勝利のダンスを披露してくれる。
ココ・バンディクー
声 - 小暮英麻
クラッシュの妹。今作から服装が一新され、おなじみのオーバーオール姿は見られなくなった。
クランチ
声 - 岸祐二
大柄なバンディクー。『4』ではコルテックス側に付いていたが、後に改心。クラッシュ達とチームを組んで活躍する。
ニセクラッシュ
声 - 山口勝平
『クラッシュ チーム』の隠しレーサー。クラッシュの偽物。ズボンの色が緑色に変わり、本物との見分けが付きやすくなった。過去作ではただ踊っているだけなど立ち位置がよくわからなかったキャラだが、本作にて完全にクラッシュの仲間として扱われるようになった。

### コルテックスチーム
コルテックス率いるメンバーのチームであり、赤いATVバイクを使用する。
ネオ・コルテックス
声 - 飯塚昭三
世界征服を目論む悪の科学者。今作から衣装が変更となり、赤と白を基調とした服となっている。
エヌ・ジン
声 - 中田和宏
コルテックスの参謀にして宇宙機械技師。サイボーグザメのナッシュを見て、彼の改造魂に火がつく。
タイニータイガー
声 - 木村雅史
力はあるが頭は悪いタスマニアタイガー。劇中の大ボケ役。
エヌ・トロピー
声 - 佐藤晴男
『コルテックス チーム』の隠しレーサー。時間博士。今作も劇中には登場せず、タイムトライアルである程度優秀な成績を出すとゴーストとして現れる。

### エヌ・トランスチーム
エヌ・トランスが催眠術を用いてメンバーを洗脳して結成したチーム。緑色の卵型カートを使用する。なお、このチームのメンバーはエヌ・トランス以外は頭のアンテナでハンドル操作を行う。
エヌ・トランス
声 - 佐藤せつじ
卵のような体型をした催眠術師。チームメンバーを催眠術で操ってレースに参戦する。なお、エヌ・トランスに声がついたのは本作のみ。
ディンゴダイル
声 - 飯島肇
ディンゴとクロコダイルを掛け合わせた生物。GC版とPS2版のOPではコルテックスの基地にいたが、いつの間にか洗脳されていた。エヌ・トランスに操られているため、今作のディンゴダイルは目の焦点が定まっていない。GBA版では最初から使用できる。
ポーラ
声 - デビ・デリーベリー
『2』でクラッシュを乗せて走っていたシロクマの仔。エヌ・トランスの催眠術にかけられ、無理やりチームに入れられた。クラッシュチームの真のEDでは洗脳が解けている。GBA版では最初から使用できる。
プーラ
声 - Paul Greenberg
PS2版にのみ登場する『エヌ・トランス チーム』の隠しレーサー。『3』でココを乗せて走っていた虎の仔。劇中には未登場だがこっそり洗脳されていた。

### エヌ・オキサイドチーム
オキサイドが宇宙人と組んだチーム。黄色いデューンバギーを使用する。
エヌ・オキサイド
声 - 茶風林
かつてのレーシングで地球の代表に敗れた宇宙人。その事をまだ根に持っているオキサイドは、今大会で名誉挽回しようと張り切っている。仲間のザム＆ゼムは、GBA版では登場しない。
ザム
声 - ビリー・ウェスト
トカゲとカエルを足したような小柄な宇宙人。言葉を話せないので犬のような鳴き声をする。
ゼム
声 - 高戸靖広
ゴブリンとトロールを足したような大柄な宇宙人。食い意地が張っていて、レース中でもゲップをしたり、耳垢をほじくったり、下品な立ち振る舞いが目立つ。
ベロ
声 - 宮田幸季
『エヌ・オキサイド チーム』の守り神がベロであるため、コースアウトすると自分に助けられるという不思議な現象が起こる。

### サポートキャラクター
おはなしモードで助言をしたり、レースでは無敵になれるアイテムとして使える他、転落した際にコースに復帰させてくれるキャラクター。
アクアク
声 - 緒方賢一
クラッシュチームのサポーター。GBA版ではクラッシュチーム及びポーラのサポーターになる。『おはなしモード』ではレースで役立つ様々なテクニックを教えてくれる。
ウカウカ
声 - 大友龍三郎
コルテックスチームのサポーター。GBA版では上記のキャラ以外のサポーターになる。早口すぎて何を言っているのかわからない。GBA版におけるセリフはアクアクと同じ。
ベロ
エヌ・トランスチームとエヌ・オキサイドチームにはアクアクやウカウカがサポート出来ないので、公平性を持たせる為にベロのマスクがそれらの役割を担う。（GBA版ではサポートできる）

### ボス・隠しキャラクター
ボスキャラクターは専用のアイテムを無制限に使用する。また、GC版とPS2版ではボス専用の三輪バイクを思わせる形状の、機体後部のジェットエンジンと機体前部のプロペラで常に浮遊する大型マシンに乗車している。GC版とPS2版では使用できないが、GBA版では『おはなしモード』で勝利するとプレイヤーキャラクターとして使用可能になる。また、カラーも搭乗者によって違う色になっている。
クランク
声 - 廣田行生
テラの代表レーサー。浮遊タイプの特別なカートに乗っており使用は不可能。レースでは木の実を、GBA版では爆弾箱をバラまきながら走り、触れると木の実が頭にかぶさってスピードが遅くなる。
ナッシュ
声 - 真殿光昭
バリンの代表レーサー。レースでは２種類のキバのトラップを、GBA版では爆弾箱＆つるつるキューブを使って、ライバルを妨害しつつ走る。
ノーム
声 - 後藤哲夫<ビッグノームの声＞
フェノミナの代表レーサー。浮遊タイプの特別なカートに乗っており、使用は不可能。リトル・ノームはPS2では泡を、GBA版では爆弾箱（ビッグ・ノームは透明キューブ）を、GBA版ではドクロ爆弾を武器にしていて、どちらも触れると閉じ込められてタイムロスになる。
ギアリー
声 - 岩崎ひろし
テクニーの代表レーサー。ギアリーとのレースに勝つと、今までホログラムでしか現れなかったベロ皇帝が、生身の姿で登場。最終決戦が始まる。GBA版ではドクロ爆弾をよく使う。
ベロ皇帝27世
声 - 佐藤晴男
ギャラクシーレースの主催者。他の5人のボスキャラが浮遊タイプのカートに乗っているのに対し、ベロはエヌ・オキサイドと同じカートに乗っている。PS2版ではビリビリボールを使用。GBA版では爆弾箱とつるつるキューブとドクロ爆弾を前と後ろに分けて使う。
スパイロ
『スパイロ・ザ・ドラゴン』からのゲストキャラクター。GBA版のみの隠しキャラクターで、クラッシュチームでクリアすると使用可能になる。『エヌ・トランス チーム』と同じ緑色のカートに乗っている。

## コース

### テラ
あつあつ インフェルノしま
海辺から火山洞へと続くコース。レイアウトも大変シンプル。
ジャングル・ブギ
ジャングルに囲まれた遺跡が舞台。後半は長い橋を渡る。大きくジャンプしないと届かないショートカットがある。
タイニーのおてら
巨大な金色のタイニータイガーの像が祀られた寺院。シリーズ初登場となる反重力ゾーンもあり、路面がよじれている。寺の中には、タイニーの巨大な黄金像がある。

### バリン
ゆきふり メテオきょうこく
シンプルなレイアウトの雪原コース。氷の池では滑って操作しにくい。起伏が多いためジャンプターボも狙える。
はっくつ バリンいせき
発掘作業用ロボットがコースを横切って邪魔をしてくる、寒冷地の遺跡コース。
ぶっとび しんかいドライブ
地下に設けられた海底コース。海底トンネルは反重力パイプとなっている。

### フェノミナ
いけいけ とけいロード
砂漠エリアと時計エリアからなるコース。時計エリアは垂直の路面となっていて、砂漠エリアには腹を空かせた大蛇が穴から出てきて、通りかかったレーサーを取って食べようと狙っている。
はぐるま とけいとう
時計塔の機械内部を走るコース。殆どのコーナーが直角で構成されたレイアウトを持つ。歯車の上を走るショートカットもある。
あめのスカイサーキット
路面全体の約1/3が反重力ゾーンで構成されている空中のコース。ガードレールも少なく転落の危険も高い。雨と霧のせいで少々視界が悪い。初心者にとってはクリアが難しいコースとなっている。

### テクニー
モクモク くみたてこうじょう
序盤の屋外はテクニカルな泥沼のレイアウト。中盤の工場内部は直角コーナーとレーサーを押し潰してくるプレス機で構成され、終盤は反重力パイプの外側を走る。
こちら ロボットよこちょう
開幕から反重力ゾーンとなっていて、逆走してくる列車のトンネルも走らされる、超ハイテクコース。コースを清掃するロボットが徘徊している。潰されると大幅なタイムロスとなる。スペーストレインは、GBA版には登場しない。
ハイパー ジャンプ＆ブースト
大きくジャンプできる台が至る所にある未来都市コース。前半にあるトンネルではスイッチで起動する加速床が設置されている。ジェットコースターのように目まぐるしいコース。

### ベロのひみつべや
ギャラクシーハイウェイ
ベロのスタジアムが変形したコース。様々な惑星へ移送するトンネルを潜り抜けて、一度スタジアムに戻り、再びトンネルを通って様々な惑星や宇宙空間を通り、2度スタジアムに戻ってくれば1周となる。本作の最長距離コース。カラーダイヤ４色ゲットで入れる。

### バトルコース
- これらのコースは、複数人プレイ用コースである。

テラのおてらアリーナ
マシンの速度が落ちる泥沼があちこちにあるコース。バトル用のコース。最も基本的なステージ。
バリンのゆきやまアリーナ
中央は洞窟、外周は高台となっているコース。
さばくのはぐるまアリーナ
砂漠の中央に歯車で出来た塔がそびえ立つ。外周は高台となっている。なんとも言えない不思議な雰囲気が漂っている。
ペタンコ こうじょうアリーナ
ハイテク工場のコース。巨大なプレス機がレーサーを押しつぶしてくる。バトルコースで唯一反重力ゾーンを持つ。
テラのひみつアリーナ
隠しコース。大きなクランクの像が橋を支えている。『おはなしモード』で紫メダルを４枚集めると出現。